# Mario Mengarelli
Mario Luigi Leonardo Mengarelli, född 17 januari 1925 i Stockholm, död 30 oktober 2002 i Saltsjö-Boo, var en svensk premiärdansare.
Han var bror till premiärdansaren Julius Mengarelli. Mario Mengarelli är begravd på Boo kyrkogård.

## Filmografi (urval)
- 1942 – Sexlingar
- 1952 – Flyg-Bom
- 1952 – Eldfågeln
- 1954 – Dans på rosor
- 1957 – Med glorian på sned
- 1961 – Karneval